# Lizbona: co turysta powinien zobaczyć
Lizbona: co turysta powinien zobaczyć (org. Lisboa: what the tourist should see) – przewodnik po Lizbonie, autorstwa Fernanda Pessoi, napisany po angielsku w 1925. Odnaleziony po latach, został po raz pierwszy opublikowany w 1992 roku w Portugalii. 
Tekst został odnaleziony i uporządkowany przez Marię Amélię Gomes, podczas przeglądania przez grupę badaczy spuścizny po poecie (liczącej 27 tysięcy niepowiązanych ze sobą kartek), celem stworzenia tomu niepublikowanych prac pisarza. Przewodnik składa się z 42 stron maszynopisu, opatrzonego dodatkowo odręcznymi notatkami. Napisano go na maszynie należącej do firmy, w której był zatrudniony Pessoa, na tanim, ręcznie pociętym szarym papierze.
Został prawdopodobnie ukończony pomiędzy 4 listopada 1925 a 18 grudnia tego samego roku. 
Przewodnik miał prawdopodobnie stanowić część (nigdy nieukończonej) pracy All about Portugal – przeznaczonego dla szerokiego anglojęzycznego odbiorcy wydawnictwa, popularyzującego wiedzę o Portugalii. Tekst zawiera informacje o zabytkach i dziedzictwie kulturalnym Lizbony oraz praktyczne informacje, ułatwiające jej zwiedzanie. 